# Talbrücke Bauerbach
Die Talbrücke Bauerbach ist mit einer Länge von 748 m die zweitlängste Eisenbahnbrücke der Schnellfahrstrecke Mannheim–Stuttgart. Sie quert das Bauerbachtal in der Nähe des Ortsteils Bauerbach der baden-württembergischen Kreisstadt Bretten und trägt daher ihren Namen. Die Brücke quert in ihrem Verlauf unter anderem die Kraichgaubahn.

## Lage und Verlauf
Die Spannbetonbrücke liegt zwischen den Streckenkilometern 56,385 und 57,131.
Die Trasse verläuft in südöstlicher Richtung zunächst in einer Geraden, die in einen Rechtsbogen von 7.000 m Radius übergeht. Die Gradiente steigt in derselben Richtung durchgehend mit 0,941 Promille an.

## Konstruktion
Die Brücke entspricht der Rahmenplanung der Deutschen Bundesbahn für Neubaustrecken-Talbrücken. Das Bauwerk weist 16 Pfeiler mit einem Feldabstand von 44 m auf. Der Überbau ist als Einfeldträger-Kette ausgebildet.

## Geschichte

### Planung
Die Brücke war bereits im Planungsstand der Neubaustrecke von 1973 vorgesehen, mit einer Länge von rund 900 m und einer Höhe von bis zu 40 m. Auf dem weiteren Weg Richtung Stuttgart sollte sich, in Streckenkilometer 59,5, ein Betriebsbahnhof anschließen.
Am 19. Juli 1979 fand der Erörterungstermin in Bauerbach statt.
Bereits 1983 war das Bauwerk mit seiner später realisierten Länge von 748 m geplant gewesen. Die Baukosten betrugen rund 21 Millionen D-Mark. Die Gesamtkosten wurden um 1986 mit 25 Millionen DM beziffert.

### Bau
Die Bauarbeiten begannen im März 1984 mit Erdarbeiten. Der eigentliche Brückenbau folgte ab August 1984 mit den ersten Gründungen. Für die Gründung des Bauwerks musste der stellenweise wenig standfeste Untergrund ausgetauscht werden. Einige der bis zu 38 m hohen Pfeiler wurden auf Großbohrpfählen gegründet. Die Pfeiler wurden anschließend in Schüssen von 4 m mit einer Kletterschalung hochgezogen. Anschließend wurde der Überbau mittels Vorschubrüstung erstellt. Die einzelnen Überbau-Elemente wurden dabei im Zwei-Wochen-Takt erstellt.
Der letzte Teil des Überbaus wurde im Februar 1986 fertiggestellt. Am 7. März 1986 wurde ein Brückenfest gefeiert.
Das Bauwerk wurde von der ARGE Talbrücke Bauerbach errichtet, die aus den Unternehmen Strabag und Dyckerhoff & Widmann gebildet wurde.
Im Laufe der Bauphase wurden zahlreiche Messungen an verschiedenen Bauteilen vorgenommen. Die Erkenntnisse sollten zur Beurteilung der Unterbausteifigkeiten für weitere Talbrücken genutzt werden.

### Betrieb
Der 2007 neu gegründete Brückenbeirat der Deutschen Bahn stufte die 1986 fertiggestellte Brücke als „langweilig“ ein.